# 拉姆齊問題

Phase space graph (or phase diagram) of the Ramsey model. The blue line represents the dynamic adjustment (or saddle) path of the economy in which all the constraints present in the model are satisfied. It is a stable path of the dynamic system. The red lines represent dynamic paths which are ruled out by the transversality condition.

拉姆齐问题是政策制定者如何规范市场垄断者指定价格政策，从而保证公众利益的一个问题。該問題最初在1933年由J. Robinson陳述，但在這之前，1927年弗兰克·普伦普顿·拉姆齐已經發現了這個結果，也因此以其名命名該問題。